# ユビキタス特区
ユビキタス特区（ゆびきたすとっく）とは、2007年に総務省が提唱し、2009年より運用される特区の一つ。

## 概要
区域内では携帯電話などに用いられる電波帯のうち、利用されていない周波数を使用できたり、無線局の使用の認可が短期間で行われるなどの優遇措置がある。
プロジェクトの募集は2007年9月4日から10月31日まで行われ、一次・二次併せて23件のプロジェクトが採択された。
総務省では、他国での「ユビキタス姉妹特区」の設置も推進している。

## 対象地域
国内の予算支援が予定されているユビキタス特区は以下の通りである。
| 分野                   | 地域                                                                     | 対象プロジェクト                                                 |
| ---------------------- | ------------------------------------------------------------------------ | ---------------------------------------------------------------- |
| 次世代ワンセグ放送     | 北海道札幌市・洞爺湖町・留寿都村・壮瞥町                                 | マルチワンセグメントサービスの実証                               |
| 携帯端末の世界展開     | 神奈川県横須賀市                                                         | グローバル市場に対応できる移動通信端末の開発支援プラットフォーム |
| ユビキタス環境立国     | 京都府精華町                                                             | 電力線通信（PLC）を活用した家電状況モニタリング                  |
| ユビキタス観光立国     | 京都府精華町・京都府京都市・京都府宇治市・京都府京田辺市・京都府木津川市 | 外国人ビジター調査、多言語翻訳を可能とする携帯端末の実証         |
| ユビキタス観光立国     | 沖縄県うるま市                                                           | 観光ドライバー向けの快適走行支援カーナビシステムの実証           |
| ユビキタス物流         | 岡山県倉敷市                                                             | 空間コードの活用による国際物流の効率化の実証                     |
| ユビキタス健康サービス | 沖縄県座間味村                                                           | アクティブタグを活用したユビキタスヘルスケア                     |